# Listrura
Listrura is een geslacht van straalvinnige vissen uit de familie van de parasitaire meervallen (Trichomycteridae).

## Soorten
- Listrura boticario de Pinna & Wosiacki, 2002
- Listrura camposi (Miranda Ribeiro, 1957)
- Listrura costai Villa-Verde, Lazzarotto & Lima, 2012
- Listrura nematopteryx de Pinna, 1988
- Listrura picinguabae Villa-Verde & Costa, 2006
- Listrura tetraradiata Landim & Costa, 2002